# Ефимовка (Северо-Казахстанская область)
Ефимовка (каз. Ефимовка) — село в районе имени Габита Мусрепова Северо-Казахстанской области Казахстана. Входит в состав Нежинского сельского округа. Код КАТО — 596649280.

## География
Расположено на берегу реки Ишим.

## Население
В 1999 году численность населения села составляла 464 человека (223 мужчины и 241 женщина). По данным переписи 2009 года, в селе проживало 405 человек (195 мужчин и 210 женщин).